# 4.ª etapa do Tour de France de 2020
A 4.ª etapa do Tour de France de 2020 decorreu a 1 de setembro de 2020 entre Sisteron e a estação de esqui de Orcières-Merlette sobre um percurso de 160,5 km e foi vencida pelo esloveno Primož Roglič da equipa Jumbo-Visma. O francês Julian Alaphilippe manteve a camisola amarela de líder uma jornada mais.

## Classificação da etapa
| \| Classificação por etapas \| Classificação por etapas \| Classificação por etapas \| Classificação por etapas \| Classificação por etapas \| \| Ciclista \| Ciclista \| Equipe \| Tempo \| \| \| ------------------------ \| ------------------------ \| ------------------------ \| ------------------------ \| ------------------------ \| \| 1. \| Primož Roglič \| Jumbo-Visma \| 4h07m47s \| \| \| 2. \| Tadej Pogačar \| UAE Team Emirates \| + 0s \| \| \| 3. \| Guillaume Martin \| Cofidis \| + 0s \| \| \| 4. \| Nairo Quintana \| Arkéa-Samsic \| + 0s \| \| \| 5. \| Julian Alaphilippe \| Deceuninck-Quick Step \| + 0s \| \| \| 6. \| Miguel Ángel López \| Astana \| + 0s \| \| \| 7. \| Egan Bernal \| Ineos Grenadiers \| + 0s \| \| \| 8. \| Thibaut Pinot \| Groupama-FDJ \| + 0s \| \| \| 9. \| Mikel Landa \| Bahrain McLaren \| + 0s \| \| \| 10. \| Adam Yates \| Mitchelton-Scott \| + 0s \| \| |                    |                       |          |
| |                    |                       |          |
| Fonte: ProCyclingStats |                    |                       |          |
| Classificação por etapas |                    |                       |          |
| Ciclista | Ciclista           | Equipe                | Tempo    |
| 1. | Primož Roglič      | Jumbo-Visma           | 4h07m47s |
| 2. | Tadej Pogačar      | UAE Team Emirates     | + 0s     |
| 3. | Guillaume Martin   | Cofidis               | + 0s     |
| 4. | Nairo Quintana     | Arkéa-Samsic          | + 0s     |
| 5. | Julian Alaphilippe | Deceuninck-Quick Step | + 0s     |
| 6. | Miguel Ángel López | Astana                | + 0s     |
| 7. | Egan Bernal        | Ineos Grenadiers      | + 0s     |
| 8. | Thibaut Pinot      | Groupama-FDJ          | + 0s     |
| 9. | Mikel Landa        | Bahrain McLaren       | + 0s     |
| 10. | Adam Yates         | Mitchelton-Scott      | + 0s     |

## Classificações ao final da etapa

### Classificação geral(Maillot Jaune)
| \| Classificação geral \| Classificação geral \| Classificação geral \| Classificação geral \| Classificação geral \| \| Ciclista \| Ciclista \| Equipe \| Tempo \| \| \| ------------------- \| ------------------- \| --------------------- \| ------------------- \| ------------------- \| \| 1. \| Julian Alaphilippe \| Deceuninck-Quick Step \| 18h07m04s \| \| \| 2. \| Adam Yates \| Mitchelton-Scott \| + 4s \| \| \| 3. \| Primož Roglič \| Jumbo-Visma \| + 7s \| \| \| 4. \| Tadej Pogačar \| UAE Team Emirates \| + 11s \| \| \| 5. \| Guillaume Martin \| Cofidis \| + 13s \| \| \| 6. \| Egan Bernal \| Ineos Grenadiers \| + 17s \| \| \| 7. \| Tom Dumoulin \| Jumbo-Visma \| + 17s \| \| \| 8. \| Esteban Chaves \| Mitchelton-Scott \| + 17s \| \| \| 9. \| Nairo Quintana \| Arkéa-Samsic \| + 17s \| \| \| 10. \| Miguel Ángel López \| Astana \| + 17s \| \| |                    |                       |           |
| |                    |                       |           |
| Fonte: ProCyclingStats |                    |                       |           |
| Classificação geral |                    |                       |           |
| Ciclista | Ciclista           | Equipe                | Tempo     |
| 1. | Julian Alaphilippe | Deceuninck-Quick Step | 18h07m04s |
| 2. | Adam Yates         | Mitchelton-Scott      | + 4s      |
| 3. | Primož Roglič      | Jumbo-Visma           | + 7s      |
| 4. | Tadej Pogačar      | UAE Team Emirates     | + 11s     |
| 5. | Guillaume Martin   | Cofidis               | + 13s     |
| 6. | Egan Bernal        | Ineos Grenadiers      | + 17s     |
| 7. | Tom Dumoulin       | Jumbo-Visma           | + 17s     |
| 8. | Esteban Chaves     | Mitchelton-Scott      | + 17s     |
| 9. | Nairo Quintana     | Arkéa-Samsic          | + 17s     |
| 10. | Miguel Ángel López | Astana                | + 17s     |

### Classificação por pontos(Maillot Vert)
| Classificação por pontos | Classificação por pontos | Classificação por pontos         | Classificação por pontos | Classificação por pontos |
| Ciclista                 | Ciclista                 | Equipe                           | Pontos                   |                          |
| ------------------------ | ------------------------ | -------------------------------- | ------------------------ | ------------------------ |
| 1.                       | Peter Sagan              | Bora-Hansgrohe                   | 83 pts                   |                          |
| 2.                       | Sam Bennett              | Deceuninck-Quick Step            | 83 pts                   |                          |
| 3.                       | Alexander Kristoff       | UAE Team Emirates                | 80 pts                   |                          |
| 4.                       | Matteo Trentin           | CCC Team                         | 61 pts                   |                          |
| 5.                       | Giacomo Nizzolo          | NTT Pro Cycling                  | 51 pts                   |                          |
| 6.                       | Caleb Ewan               | Lotto-Soudal                     | 50 pts                   |                          |
| 7.                       | Julian Alaphilippe       | Deceuninck-Quick Step            | 47 pts                   |                          |
| 8.                       | Bryan Coquard            | B&B Hotels-Vital Concept p/b KTM | 43 pts                   |                          |
| 9.                       | Tadej Pogačar            | UAE Team Emirates                | 36 pts                   |                          |
| 10.                      | Cees Bol                 | Team Sunweb                      | 32 pts                   |                          |

### Classificação da montanha(Maillot à Pois Rouges)
| Classificação da montanha | Classificação da montanha | Classificação da montanha        | Classificação da montanha | Classificação da montanha |
| Ciclista                  | Ciclista                  | Equipe                           | Pontos                    |                           |
| ------------------------- | ------------------------- | -------------------------------- | ------------------------- | ------------------------- |
| 1.                        | Benoît Cosnefroy          | AG2R La Mondiale                 | 21 pts                    |                           |
| 2.                        | Michael Gogl              | NTT Pro Cycling                  | 12 pts                    |                           |
| 3.                        | Primož Roglič             | Jumbo-Visma                      | 10 pts                    |                           |
| 4.                        | Tadej Pogačar             | UAE Team Emirates                | 8 pts                     |                           |
| 5.                        | Quentin Pacher            | B&B Hotels-Vital Concept p/b KTM | 6 pts                     |                           |
| 6.                        | Guillaume Martin          | Cofidis                          | 6 pts                     |                           |
| 7.                        | Kasper Asgreen            | Deceuninck-Quick Step            | 6 pts                     |                           |
| 8.                        | Toms Skujiņš              | Trek-Segafredo                   | 6 pts                     |                           |
| 9.                        | Nicolas Roche             | Team Sunweb                      | 5 pts                     |                           |
| 10.                       | Nairo Quintana            | Arkéa-Samsic                     | 4 pts                     |                           |

### Classificação do melhor jovem(Maillot Blanc)
| Classificação dos jovens | Classificação dos jovens | Classificação dos jovens | Classificação dos jovens | Classificação dos jovens |
| Ciclista                 | Ciclista                 | Equipe                   | Tempo                    |                          |
| ------------------------ | ------------------------ | ------------------------ | ------------------------ | ------------------------ |
| 1.                       | Tadej Pogačar            | UAE Team Emirates        | 18h07m15s                |                          |
| 2.                       | Egan Bernal              | Ineos Grenadiers         | + 6s                     |                          |
| 3.                       | Enric Mas                | Movistar Team            | + 15s                    |                          |
| 4.                       | Sergio Higuita           | EF Pro Cycling           | + 34s                    |                          |
| 5.                       | Marc Hirschi             | Team Sunweb              | + 34s                    |                          |
| 6.                       | Daniel Felipe Martínez   | EF Pro Cycling           | + 4m10s                  |                          |
| 7.                       | Harold Tejada            | Astana                   | + 7m51s                  |                          |
| 8.                       | Niklas Eg                | Trek-Segafredo           | + 12m07s                 |                          |
| 9.                       | Lennard Kämna            | Bora-Hansgrohe           | + 14m22s                 |                          |
| 10.                      | Neilson Powless          | EF Pro Cycling           | + 17m55s                 |                          |

### Classificação por equipas(Classement par Équipe)
| Classificação por equipes | Classificação por equipes | Classificação por equipes | Classificação por equipes |
| Equipe                    | Equipe                    | Tempo                     |                           |
| ------------------------- | ------------------------- | ------------------------- | ------------------------- |
| 1.                        | EF Pro Cycling            | 54h22m46s                 |                           |
| 2.                        | Trek-Segafredo            | + 32s                     |                           |
| 3.                        | Jumbo-Visma               | + 40s                     |                           |
| 4.                        | Bahrain McLaren           | + 1m51s                   |                           |
| 5.                        | Ineos Grenadiers          | + 2m13s                   |                           |
| 6.                        | Movistar Team             | + 2m14s                   |                           |
| 7.                        | UAE Team Emirates         | + 3m38s                   |                           |
| 8.                        | Astana                    | + 3m47s                   |                           |
| 9.                        | Groupama-FDJ              | + 4m52s                   |                           |
| 10.                       | AG2R La Mondiale          | + 6m15s                   |                           |

## Abandonos
Nenhum.